# Sandro Munari
Sandro Munari, född 27 mars 1940, är en före detta rallyförare från Italien. Han vann FIA-cupen 1977, vilket var föregångaren till det individuella rallyvärldsmästerskapet.